# Tweel

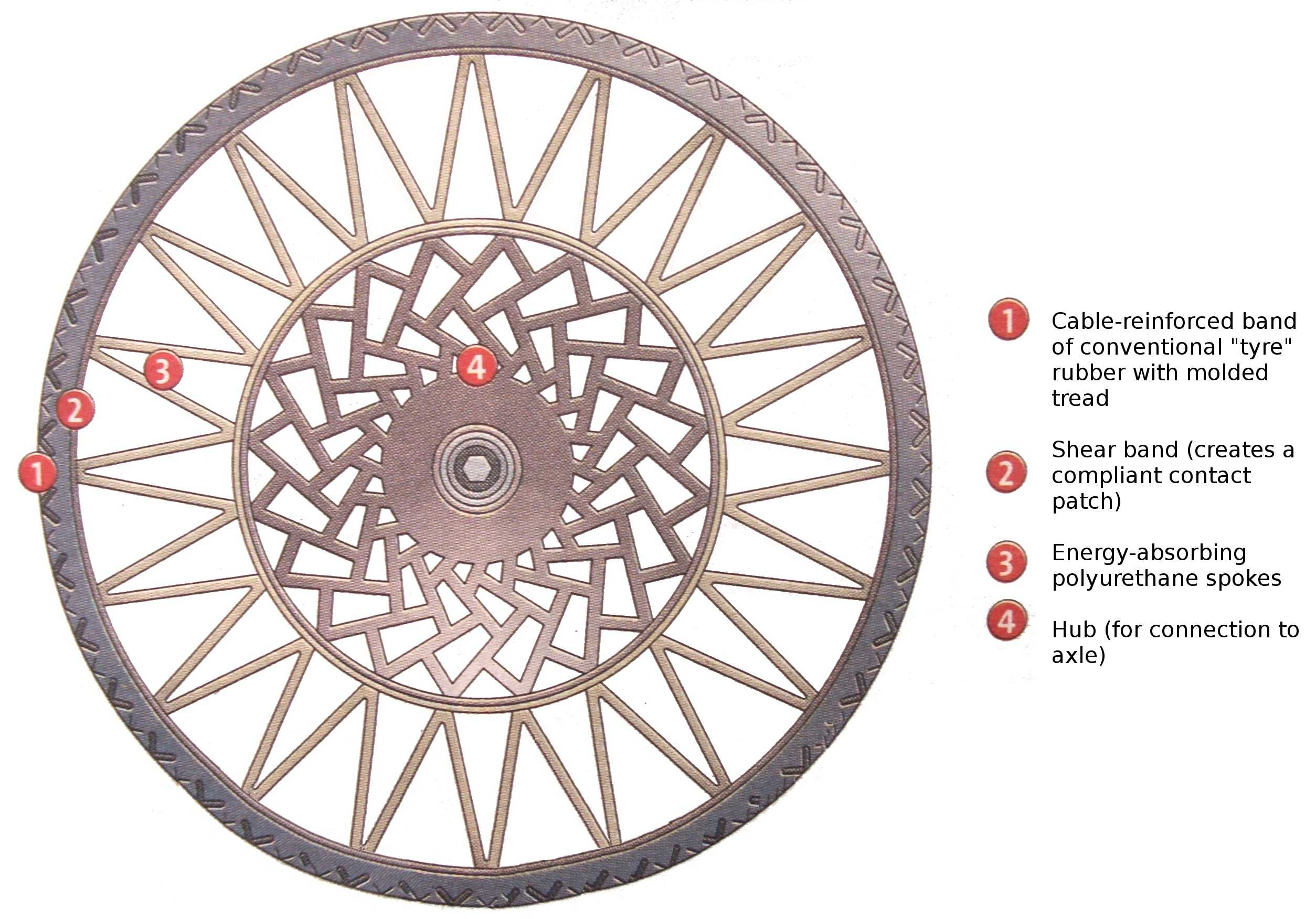
O design do Tweel

O Tweel (uma palavra-valise de "tire", pneu, e "wheel", roda) é um projeto de pneu sem ar desenvolvido pela empresa francesa de pneus Michelin. Sua vantagem significativa sobre os pneus pneumáticos é que o Tweel não usa uma bexiga cheia de ar comprimido e, portanto, não pode estourar, vazar pressão ou ficar vazio. Em vez disso, o hub do Tweel é conectado ao aro por meio de raios flexíveis de poliuretano que cumprem a função de absorção de choques fornecida pelo ar comprimido em um pneu tradicional.

## Design
O Tweel consiste em uma faixa de borracha de pneu convencional com banda de rodagem moldada, uma viga de cisalhamento logo abaixo da banda de rodagem que cria um patch de contato compatível, uma série de raios de poliuretano de absorção de energia e uma estrutura de cubo interna integral. Tanto a viga de cisalhamento quanto os raios de poliuretano podem ser projetados para fornecer uma rigidez direcional calibrada, a fim de controlar a forma como o Tweel lida com cargas. A estrutura do cubo interno pode ser rígida ou complacente, dependendo dos requisitos da aplicação e, como tal, pode conter uma matriz de estruturas plásticas deformáveis que flexionam sob carga e, subsequentemente, retornam à sua forma original. Variando a espessura e o tamanho dos raios, os elementos do projeto podem ser manipulados para projetar uma ampla gama de qualidades de direção e manuseio. A banda de rodagem pode ser tão especializada quanto qualquer pneu convencional e é substituível.

## Benefícios e desvantagens
Os benefícios potenciais do Tweel incluem não apenas a óbvia segurança e conveniência de nunca ter pneus furados, mas também, em aplicações automotivas, o pneu sem ar Tweel tem o potencial de ser capaz de frear melhor - um compromisso de desempenho significativo que é inerente aos pneus pneumáticos. Ao contrário de um pneu pneumático, um Tweel pode ser projetado para ter alta rigidez lateral e, ao mesmo tempo, baixa rigidez vertical. Isso pode ser alcançado porque, nos elementos de design de um Tweel, a rigidez vertical e lateral não estão inseparavelmente ligadas e, portanto, podem ser otimizadas de forma independente. Como não há bolsa de ar sob a banda de rodagem, os padrões da banda de rodagem podem, se desejado, até mesmo incorporar a evacuação da água através de orifícios no projeto, eliminando ou reduzindo significativamente a aquaplanagem. A Michelin espera que o piso dure duas a três vezes mais que um pneu convencional. Como a borracha da banda de rodagem ao redor da circunferência externa pode ser substituída quando gasta (em oposição a descartar um pneu usado inteiro), o impacto ambiental potencial de um pneu sem ar Tweel pode ser menor do que o de um pneu convencional.
O Tweel é útil para: "veículos que não têm suspensões como cortadores de grama - aqueles veículos especiais de baixa velocidade que não têm suspensões. O conforto é muito bom e melhor do que pneus inflados", disse Terry K. Gettys, Vice-Presidente Executivo , Pesquisa e Desenvolvimento, e membro do Comitê Executivo do Grupo na empresa francesa de pneus Michelin.
Testes militares indicaram que o Tweel desvia os jatos de minas do veículo melhor do que os pneus padrão e que o Tweel permanece móvel mesmo com vários raios danificados ou ausentes.
Embora seja reconhecido que o protótipo inicial de pneus Tweel automotivos demonstrou falhas em relação ao ruído e vibração de alta velocidade e produziu 5 por cento mais atrito em comparação com um pneu radial, esses problemas iniciais foram resolvidos em protótipos subsequentes, e Os atuais protótipos automotivos do Tweel têm se mostrado bem comportados e confiáveis. Como uma demonstração da viabilidade e confiabilidade do Tweel, três veículos rodados (um Honda CR-Z 2012, um Morris Minor Traveller 1955 restaurado e um trailer da marca Aluma transportando um ATV Polaris que também foi equipado com pneus Tweel) participaram com sucesso todo o evento de viagem de longa distância do Hot Rod Power Tour 2013 em junho de 2013.

## Aplicações

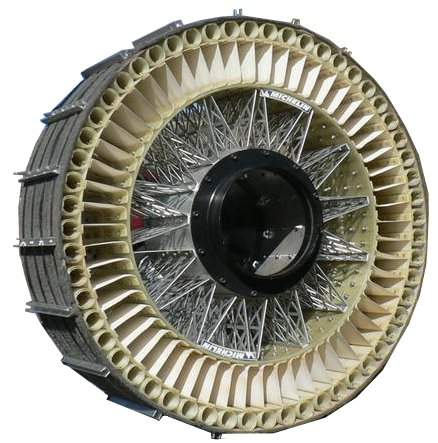
A LRI AB Scarab Tweel

O dispositivo de mobilidade iBOT e o Concept Centaur da Segway foram ambos introduzidos com pneus Tweel sem ar. A Michelin também tem projetos adicionais para o conceito Tweel em pequenos equipamentos de construção, como carregadeiras de direção deslizante, para os quais parece adequado.
A NASA contratou a Michelin para desenvolver uma roda para o rover lunar de próxima geração com base no conceito Tweel. Isso resultou nas rodas do AB Scarab da Lunar Rover Initiative.
Em outubro de 2012, a Michelin North America Inc. iniciou as vendas comerciais do Michelin 12N16.5 X Tweel para minicarregadeiras usadas em paisagismo, construção, contratação, lixo / reciclagem e indústrias agrícolas.

## Premiações
Em 8 de novembro de 2005, a revista Popular Science nomeou o Tweel da Michelin como o "Melhor das Novidades" na categoria Tecnologia Automotiva. No dia seguinte, a Michelin NA foi premiada com o Hall of Fame Award da InnoVision por sua liderança contínua em inovação, conforme evidenciado pelo desenvolvimento do Tweel. A revista TIME nomeou o Tweel como "Uma das Invenções Mais Incríveis de 2005" poucos dias depois, em 14 de novembro de 2005. A comissão de inovação da Intermat em Paris (a Exposição Internacional de Equipamentos, Máquinas e Técnicas para Construção e Construção Indústria de Materiais) premiou o Tweel com a Medalha de Ouro por Inovação em 2006. Este prêmio reforçou a liderança tecnológica da Michelin e recompensou a contribuição da Michelin para melhorias em produtividade e segurança para a indústria da construção. O júri da Intermat 2006 foi composto por reconhecidos especialistas e profissionais europeus e foi obrigado a classificar as inovações de acordo com cinco critérios:
- Desenho técnico e tecnologias: melhoria da produtividade, facilidade de manutenção;
- Economia: menor preço de compra e custos de manutenção;
- Qualidade do trabalho realizado;
- Facilidade de uso, ergonomia, conforto, segurança e melhoria nas condições de trabalho;
- Amizade ambiental.

Um Prêmio de Prata na categoria Transporte foi concedido ao Tweel SSL em 26 de abril de 2013 pelo Edison Awards 2013. Das 7.156 inscrições recebidas, 131 finalistas foram selecionados pelo Comitê de Prêmios Edison. O Tweel SSL foi um dos 42 vencedores, que representaram 12 categorias e simbolizam a persistência e excelência personificada por Thomas Alva Edison. O Tweel SSL foi selecionado como um dos 50 melhores novos produtos dos contratantes de 2013 pelos leitores da Equipment Today como um dos produtos mais inovadores da indústria para o ano. Em janeiro de 2014, a Equipment World nomeou um dos “cinco produtos de construção revolucionários” de 2013 para o Innovations Awards de 2014. O Tweel SSL foi nomeado um dos cinco vencedores do produto.